# Marino Nicolich
Marino Nicolich, noto anche come Marino Nicoli (Monfalcone, 30 luglio 1910 – ...), è stato un calciatore italiano, di ruolo terzino.

## Carriera
Giocò in Serie A con Roma e Triestina.